# Las olas
Las olas è un film del 2011 diretto da Alberto Morais.

## Riconoscimenti
- 2011 - Festival di Mosca
  - Giorgio d'Oro